# 이스라에어 항공
이스라에어 항공(영어: Israir Airlines, 히브리어: ישראייר)는 이스라엘의 항공사로 총 17개 노선을 취항하고 있다. 본사는 이스라엘 텔아비브에 위치해 있으며 1989년에 설립했다. 또한 사용하고 있는 허브 공항으로 벤구리온 국제공항이 있다.

## 역사
이스라에어 항공은 1989년 밸리윙스로 설립되어 1996년 현재의 사명으로 변경했다. 암덴 그룹의 자회사로 처음에는 텔아비브와 하이파등 북부 도시를 중심으로 국내선을 운항하고 있었지만, 1999년 최초로 전세편 국제선에 진출하여 유럽 전 지역 외에 아시아와 아프리카, 북아메리카에 노선망을 확대해 나갔다.
2004년에 뉴욕의 존 F. 케네디 국제공항에 진출 했으며 2006년 미국 연방 항공국과 이스라엘 정부부터 정기 노선 개설 권한으로 뉴욕 국제선만 운항했으나 연료 가격의 상승과 미국 경제의 감속에 따른 승객 감소로 2008년 9월에 운항이 중단되고 말았다.
2007년초 이스라엘 항공은 기내에 모세 인증서를 보관한다고 발표했다. 이것은 유대인 승객 기도에 대한 배려로 당시 이스라엘 항공의 가장 큰 경쟁자였던 엘알 이스라엘 항공이 유대교의 안식일에 이스라엘 항공이 항공편을 운항하는 것에 대해 강한 반발을 했기 때문에 유대인 고객이 엘알 이스라엘 항공으로 갈아 타는 것을 막기 위해 선택한 것이다. 2007년 후반에 승객이 좌석 발밑의 공간에 이스라엘 항공의 과대 광고를 하고 있다는 이유로 소송을 제기해 화제가 되기도 했다.

## 운항 노선
- 2012년 7월 기준으로 이스라에어 항공은 다음과 같은 노선을 운항하고 있다.

## 보유 기종
- 2019년 8월 기준으로 이스라에어 항공은 다음과 같은 기종을 보유하고 있으며 평균 기령은 5.5년이다.[1]

## 사진

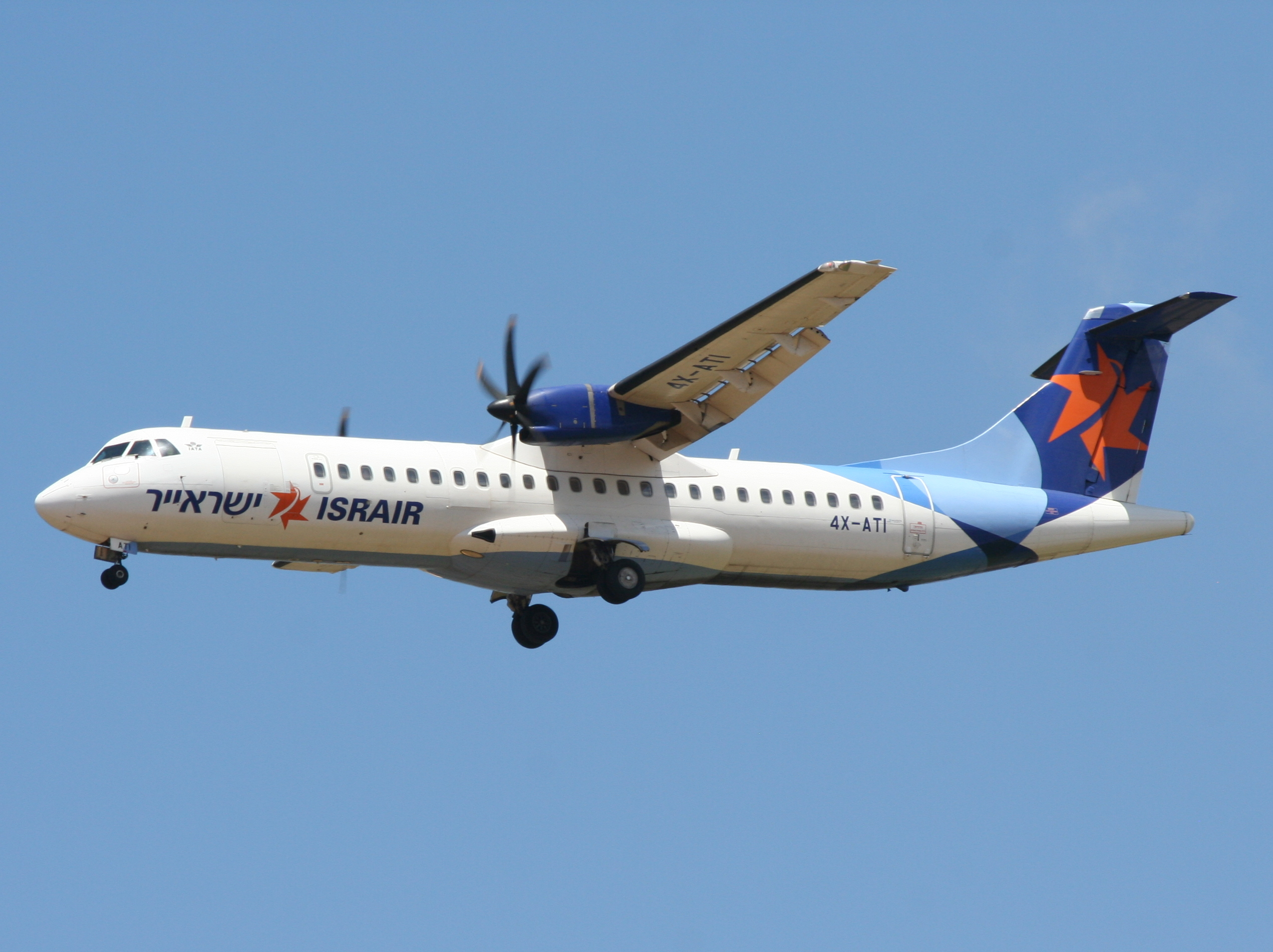
이스라에어 항공의 ATR 72-500